# Taurinya
Taurinya [toʁiɲa]  est une commune française, située dans le centre du département des Pyrénées-Orientales en région Occitanie. Sur le plan historique et culturel, la commune est dans le pays de Conflent, correspondant à l'ensemble des vallées pyrénéennes qui « confluent » avec le lit creusé par la Têt entre Mont-Louis et Rodès.
Exposée à un climat océanique altéré, elle est drainée par la Llitéra, Riu de Fillols. Incluse dans le parc naturel régional des Pyrénées catalanes, la commune possède un patrimoine naturel remarquable : deux sites Natura 2000 (le « massif du Canigou » et le « Canigou-Conques de La Preste ») et quatre zones naturelles d'intérêt écologique, faunistique et floristique.
Taurinya est une commune rurale qui compte 327 habitants en 2022. Elle fait partie de l'aire d'attraction de Prades. Ses habitants sont appelés les Taurinyanais ou  Taurinyanaise.

## Géographie

### Localisation

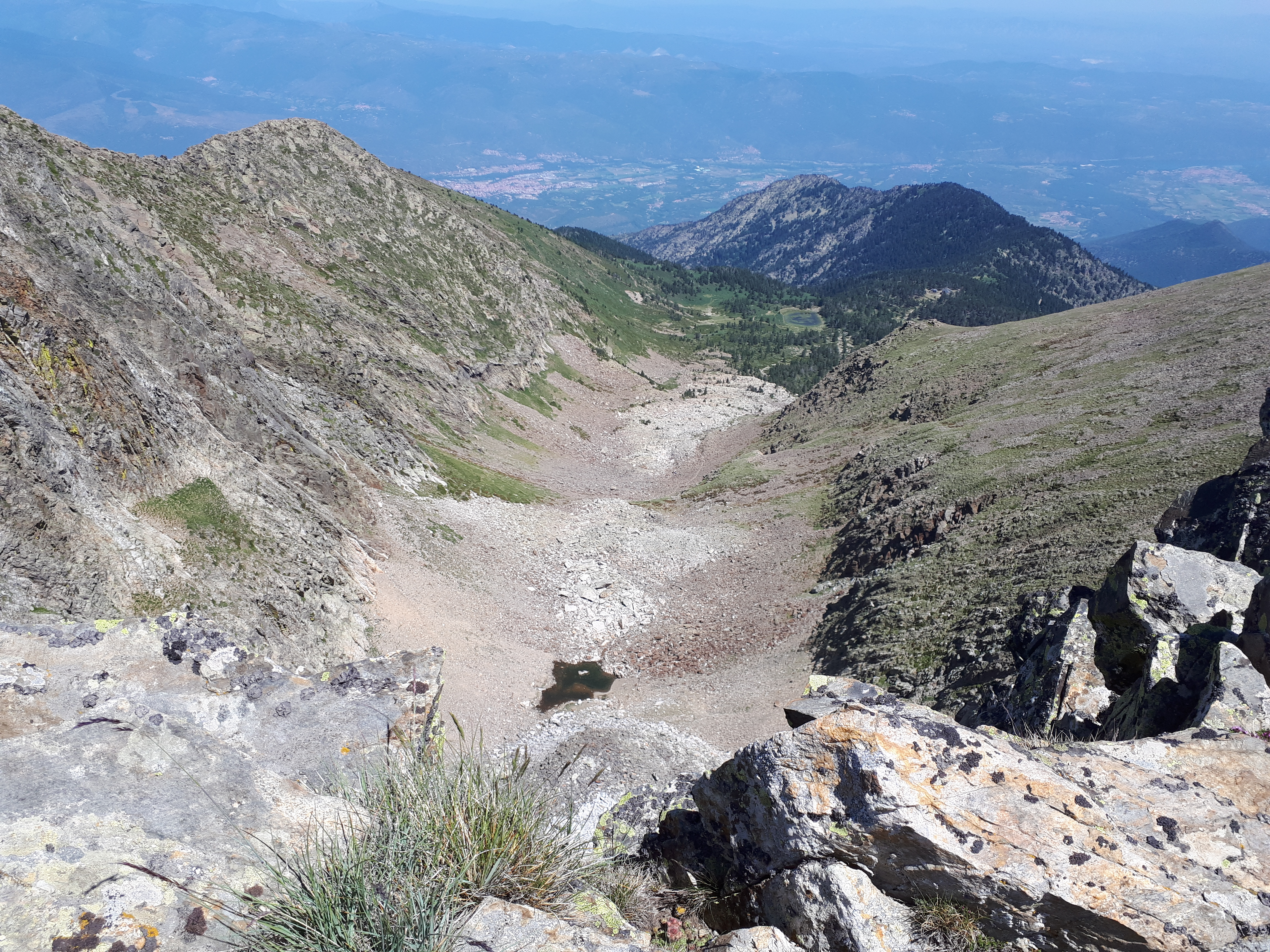
Cirque glaciaire sous le pic du Canigou, dans le secteur le plus au sud de la commune.

La commune de Taurinya se trouve dans le département des Pyrénées-Orientales, en région Occitanie.
Elle se situe à 40 km à vol d'oiseau de Perpignan, préfecture du département, à 4 km de Prades, sous-préfecture, et à 23 km d'Amélie-les-Bains-Palalda, bureau centralisateur du canton du Canigou dont dépend la commune depuis 2015 pour les élections départementales.
La commune fait en outre partie du bassin de vie de Prades.
Les communes les plus proches sont : 
Clara-Villerach (1,5 km), Fillols (2,6 km), Codalet (3,4 km), Ria-Sirach (3,8 km), Corneilla-de-Conflent (4,1 km), Prades (4,1 km), Vernet-les-Bains (4,7 km), Villefranche-de-Conflent (4,9 km).
Sur le plan historique et culturel, Taurinya fait partie de la région de Conflent, héritière de l'ancien comté de Conflent et de la viguerie de Conflent. Ce pays correspond à l'ensemble des vallées pyrénéennes qui « confluent » avec le lit creusé par la Têt entre Mont-Louis, porte de la Cerdagne, et Rodès, aux abords de la plaine du Roussillon.

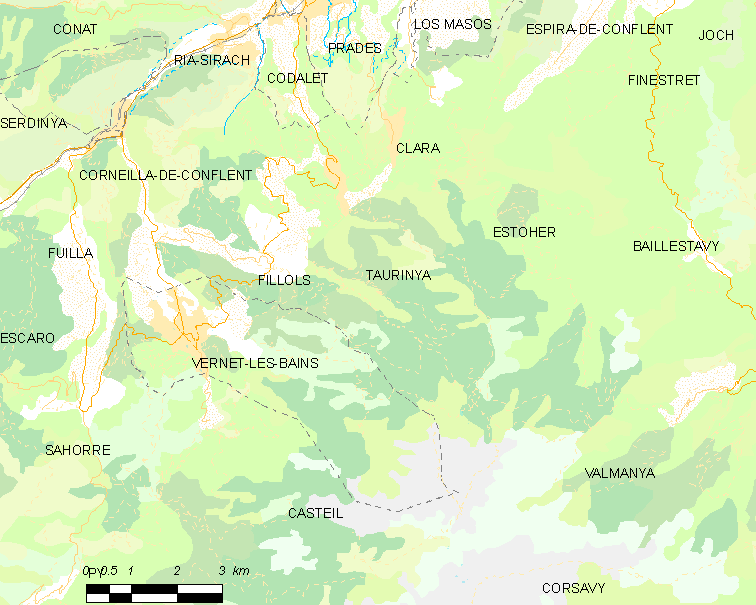
Situation de la commune.

| Codalet, Ria-Sirach | Prades                       | Clara-Villerach |
| Fillols             | Taurinya                     | Estoher         |
| Vernet-les-Bains    | Casteil (par un quadripoint) | Valmanya        |

### Géologie et relief
L'altitude de la commune varie de 486 à 2784 m au pic du Canigou.
La commune est classée en zone de sismicité 3, correspondant à une sismicité modérée.

### Hydrographie
Principale rivière : la Llitera, affluent de la Têt.

### Climat
Pour des articles plus généraux, voir Climat de l'Occitanie et Climat des Pyrénées-Orientales.
En 2010, le climat de la commune est de type climat méditerranéen altéré, selon une étude du CNRS s'appuyant sur une série de données couvrant la période 1971-2000. En 2020, Météo-France publie une typologie des climats de la France métropolitaine dans laquelle la commune est exposée à un climat de montagne ou de marges de montagne et est dans la région climatique Pyrénées orientales, caractérisée par une faible pluviométrie, un très bon ensoleillement (2 600 h/an), un air sec, particulièrement en hiver et peu de brouillards.
Pour la période 1971-2000, la température annuelle moyenne est de 12,2 °C, avec une amplitude thermique annuelle de 14,6 °C. Le cumul annuel moyen de précipitations est de 841 mm, avec 5,7 jours de précipitations en janvier et 5 jours en juillet. Pour la période 1991-2020, la température moyenne annuelle observée sur la station météorologique la plus proche, située sur la commune d'Eus à 8 km à vol d'oiseau, est de 13,6 °C et le cumul annuel moyen de précipitations est de 539,8 mm,. Pour l'avenir, les paramètres climatiques de la commune estimés pour 2050 selon différents scénarios d’émission de gaz à effet de serre sont consultables sur un site dédié publié par Météo-France en novembre 2022.

### Milieux naturels et biodiversité

#### Espaces protégés

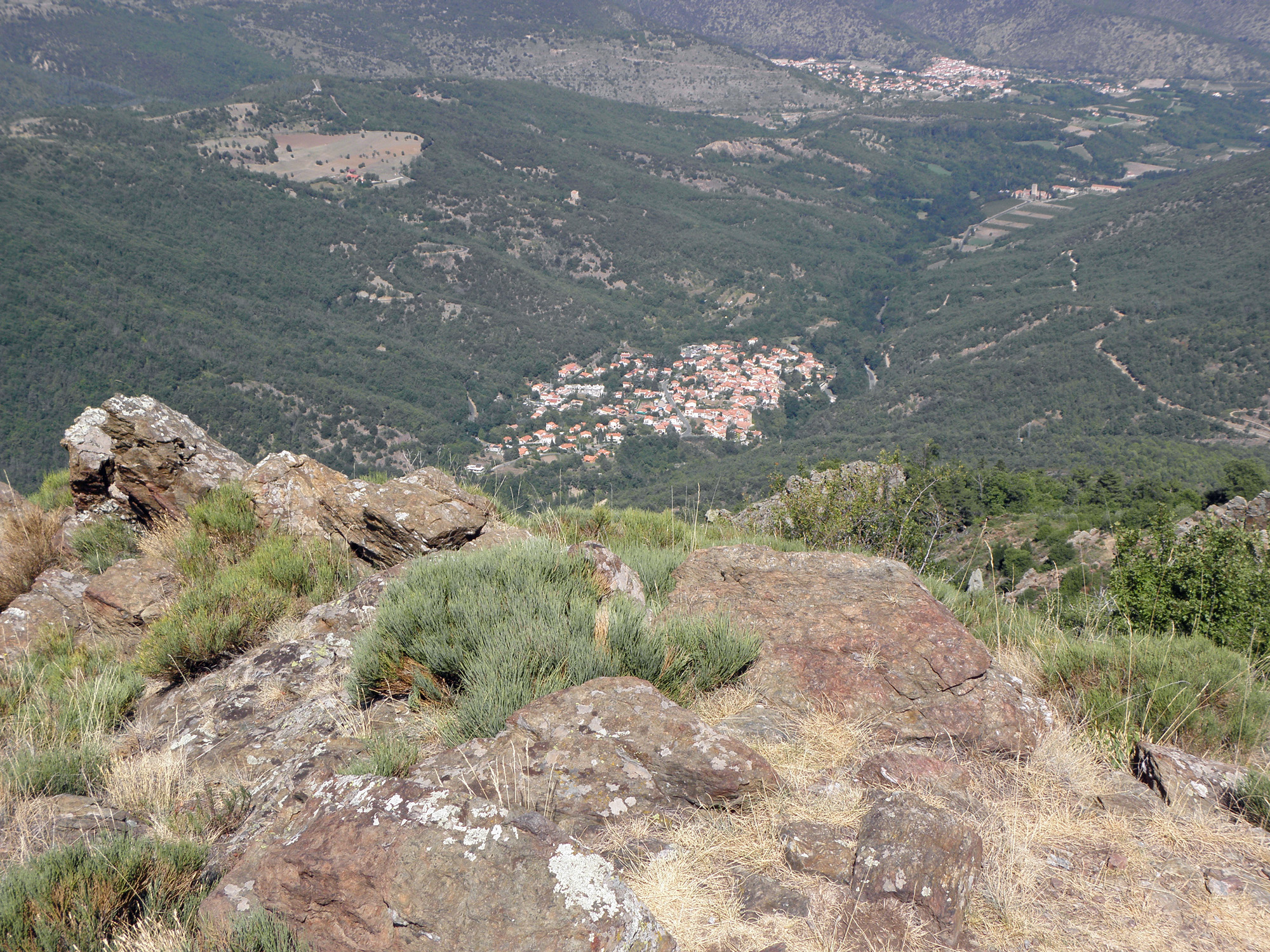
Vue sur Taurinya depuis le sentier de Llasseras, dans le parc naturel régional des Pyrénées catalanes.

La protection réglementaire est le mode d’intervention le plus fort pour préserver des espaces naturels remarquables et leur biodiversité associée,.
Un  espace protégé est présent sur la commune : 
le parc naturel régional des Pyrénées catalanes, créé en 2004 et d'une superficie de 139 062 ha, qui s'étend sur 66 communes du département. Ce territoire s'étage des fonds maraîchers et fruitiers des vallées de basse altitude aux plus hauts sommets des Pyrénées-Orientales en passant par les grands massifs de garrigue et de forêt méditerranéenne,.

#### Réseau Natura 2000

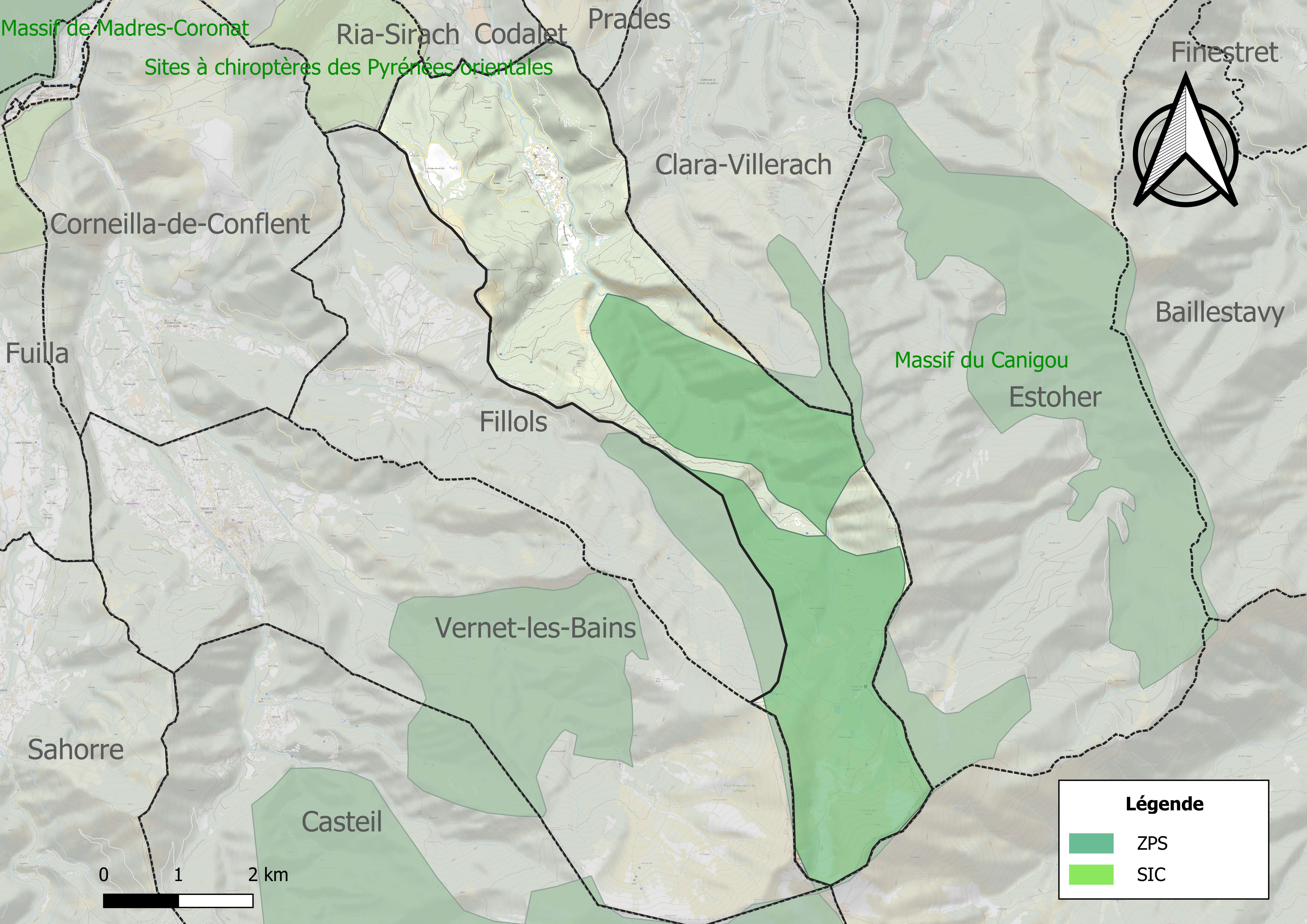
Site Natura 2000 sur le territoire communal.

Le réseau Natura 2000 est un réseau écologique européen de sites naturels d'intérêt écologique élaboré à partir des directives habitats et oiseaux, constitué de zones spéciales de conservation (ZSC) et de zones de protection spéciale (ZPS).
Un site Natura 2000 a été défini sur la commune au titre de la directive habitats.
- le « massif du Canigou », d'une superficie de 11 746 ha, culmine à 2 784 mètres à l'extrémité orientale de la chaîne des Pyrénées. Il recèle de nombreuses espèces endémiques pyrénéennes dont certaines atteignent leur limite orientale et présente une gamme variée d'habitats naturels d'intérêt communautaire liés à l'étagement de la végétation[20] et  au titre de la directive oiseaux[19]
- le « canigou-conques de La Preste », d'une superficie de 20 224 ha, abrite une avifaune de montagne riche et diversifiée, tant au niveau des rapaces que des passereaux et des galliformes. Elle est également fréquentée régulièrement par deux couples de gypaètes barbus et, en été, par un nombre important de vautours fauves en provenance du territoire espagnol[21].

#### Zones naturelles d'intérêt écologique, faunistique et floristique
L’inventaire des zones naturelles d'intérêt écologique, faunistique et floristique (ZNIEFF) a pour objectif de réaliser une couverture des zones les plus intéressantes sur le plan écologique, essentiellement dans la perspective d’améliorer la connaissance du patrimoine naturel national et de fournir aux différents décideurs un outil d’aide à la prise en compte de l’environnement dans l’aménagement du territoire.
Deux ZNIEFF de type 1 sont recensées sur la commune :
le « cirque des Cortalets » (191 ha), couvrant 2 communes du département et 
le « Flanc nord du massif du Canigou » (3 540 ha), couvrant 5 communes du département
et deux ZNIEFF de type 2, : 
- le « massif du Canigou » (19 263 ha), couvrant 15 communes du département[25] ;
- la « vallée du Conflent » (5 742 ha), couvrant 12 communes du département[26].

Carte des ZNIEFF de type 1 et 2 à Taurinya.
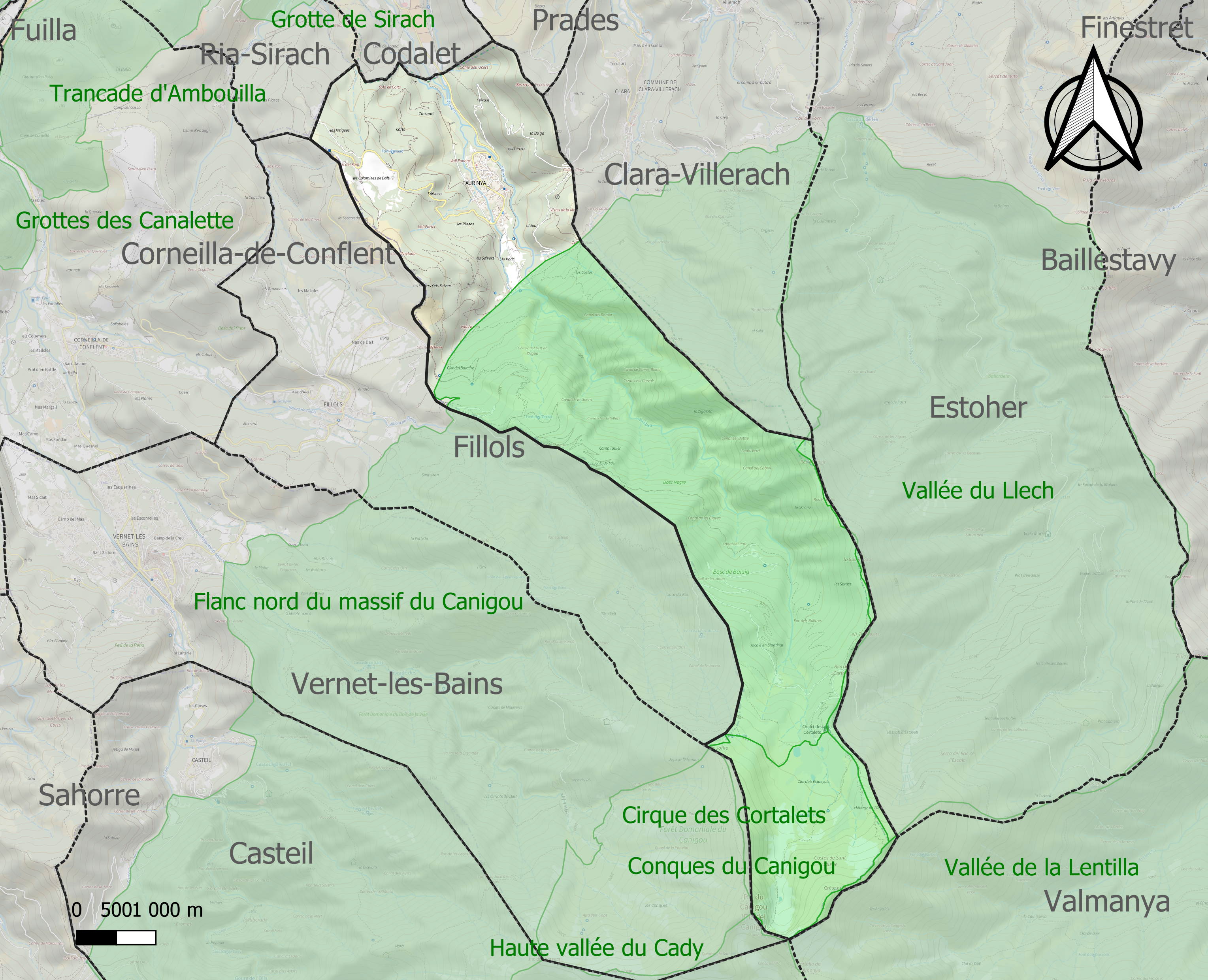
Carte des ZNIEFF de type 1 sur la commune.
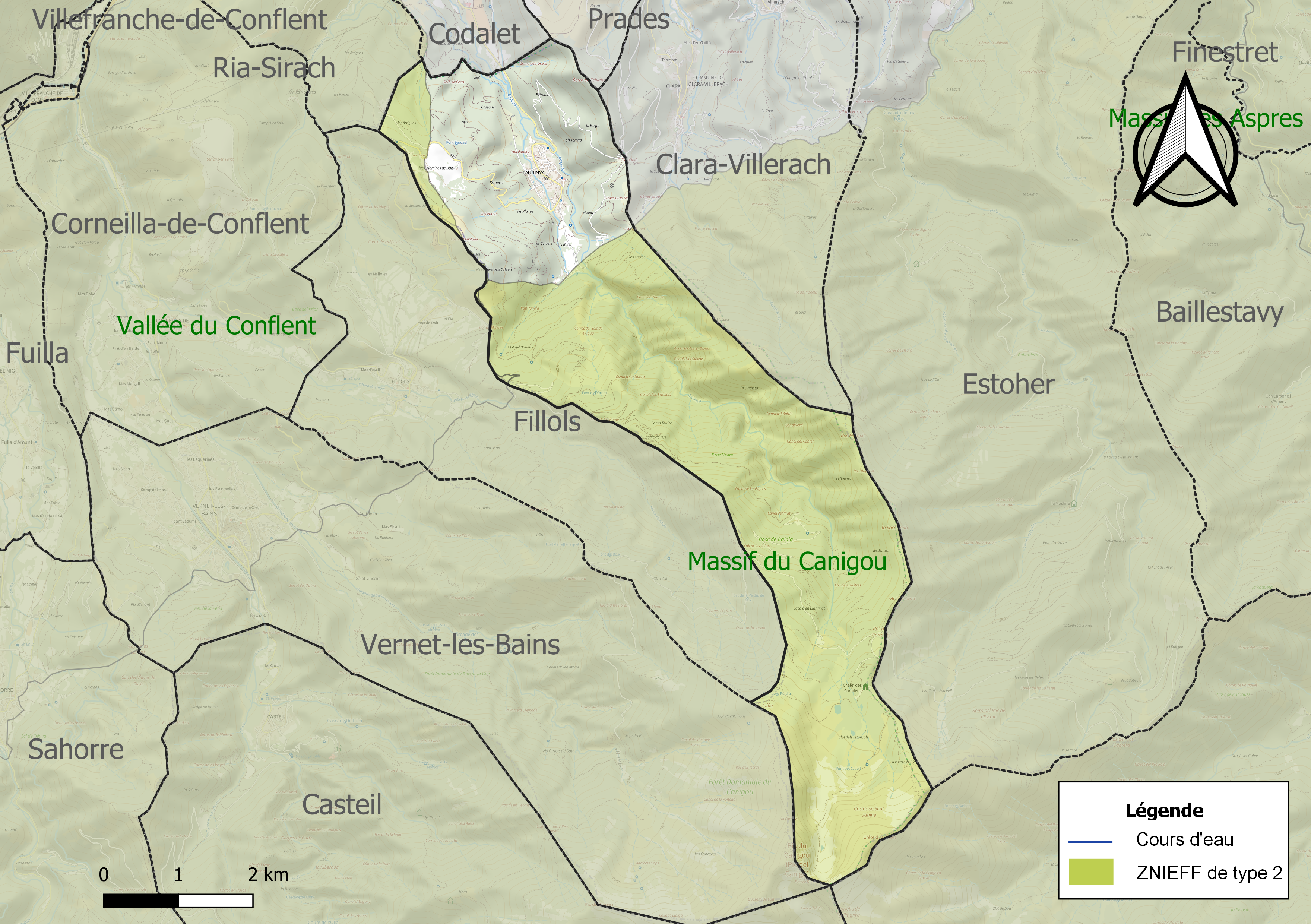
Carte des ZNIEFF de type 2 sur la commune.

## Urbanisme

### Typologie
Au 1er janvier 2024, Taurinya est catégorisée commune rurale à habitat dispersé, selon la nouvelle grille communale de densité à sept niveaux définie par l'Insee en 2022.
Elle est située hors unité urbaine. Par ailleurs la commune fait partie de l'aire d'attraction de Prades, dont elle est une commune de la couronne,. Cette aire, qui regroupe 26 communes, est catégorisée dans les aires de moins de 50 000 habitants,.

### Occupation des sols
L'occupation des sols de la commune, telle qu'elle ressort de la base de données européenne d’occupation biophysique des sols Corine Land Cover (CLC), est marquée par l'importance des forêts et milieux semi-naturels (92,2 % en 2018), une proportion sensiblement équivalente à celle de 1990 (91,8 %). La répartition détaillée en 2018 est la suivante : 
forêts (59,8 %), milieux à végétation arbustive et/ou herbacée (24,3 %), espaces ouverts, sans ou avec peu de végétation (8,2 %), zones agricoles hétérogènes (5,2 %), zones urbanisées (2,6 %). L'évolution de l’occupation des sols de la commune et de ses infrastructures peut être observée sur les différentes représentations cartographiques du territoire : la carte de Cassini (XVIIIe siècle), la carte d'état-major (1820-1866) et les cartes ou photos aériennes de l'IGN pour la période actuelle (1950 à aujourd'hui).

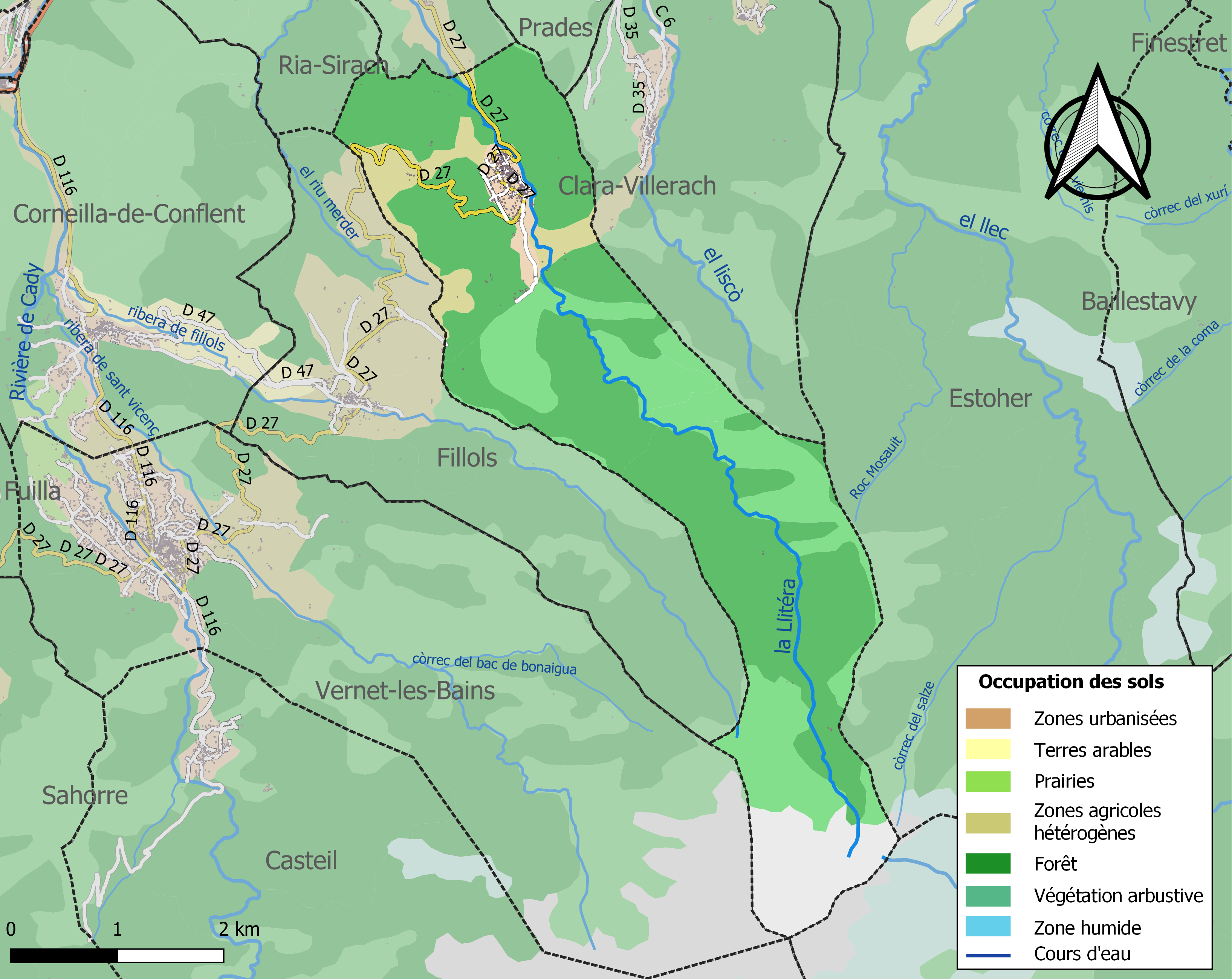
Carte des infrastructures et de l'occupation des sols de la commune en 2018 (CLC).

### Voies de communication et transports
La ligne 527 du réseau régional liO relie la commune à Prades depuis Fillols.

### Risques majeurs
Le territoire de la commune de Taurinya est vulnérable à différents aléas naturels : inondations, climatiques (grand froid ou canicule), feux de forêts, mouvements de terrains, avalanche  et séisme (sismicité modérée). Il est également exposé à un risque particulier, le risque radon,.

#### Risques naturels
Certaines parties du territoire communal sont susceptibles d’être affectées par le risque d’inondation par crue torrentielle de cours d'eau du bassin de la Têt.
Les mouvements de terrains susceptibles de se produire sur la commune sont soit des mouvements liés au retrait-gonflement des argiles, soit des glissements de terrains, soit des chutes de blocs, soit des effondrements liés à des cavités souterraines. Une cartographie nationale de l'aléa retrait-gonflement des argiles permet de connaître les sols argileux ou marneux susceptibles vis-à-vis de ce phénomène. L'inventaire national des cavités souterraines permet par ailleurs de localiser celles situées sur la commune.

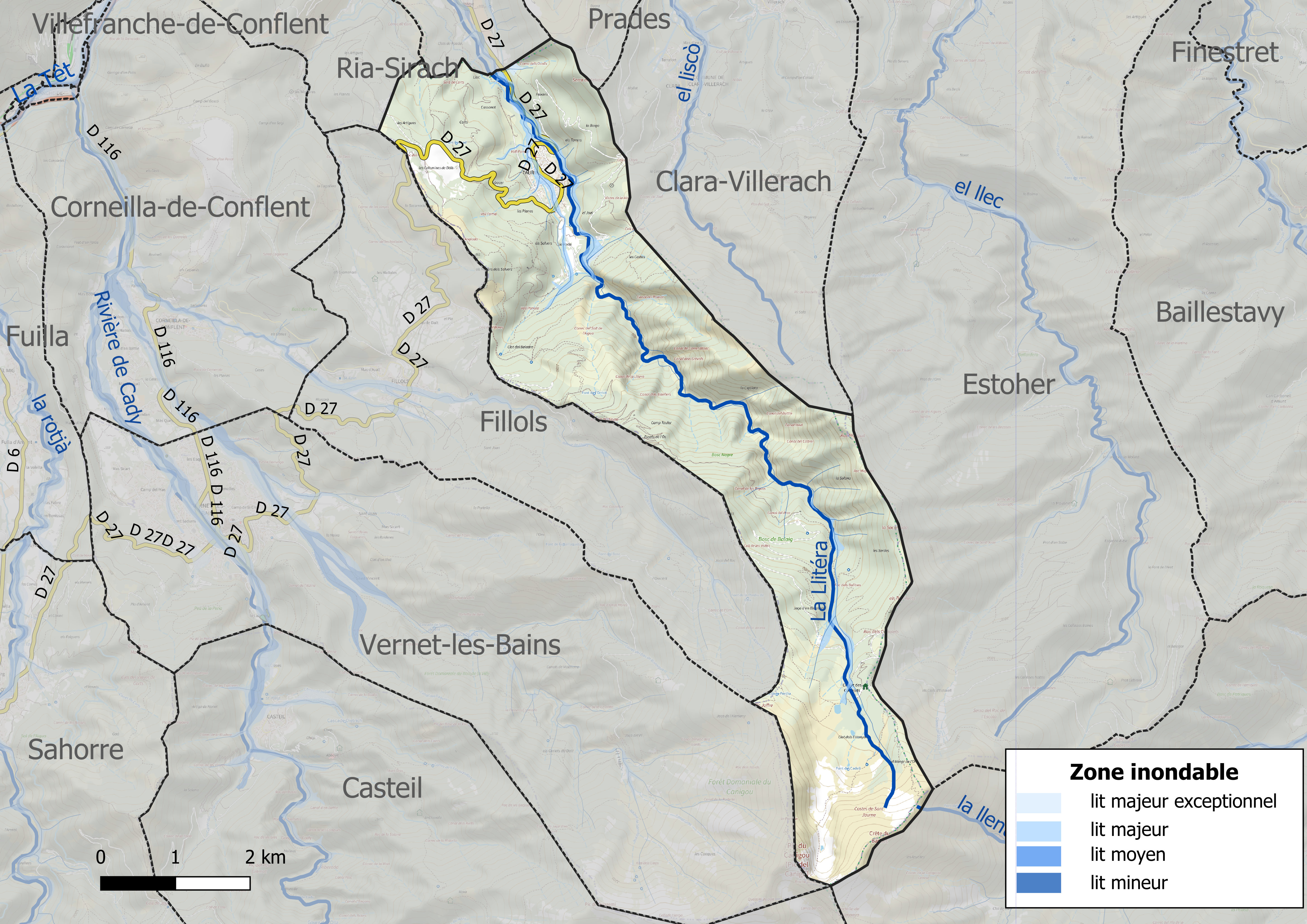
Carte des zones inondables.
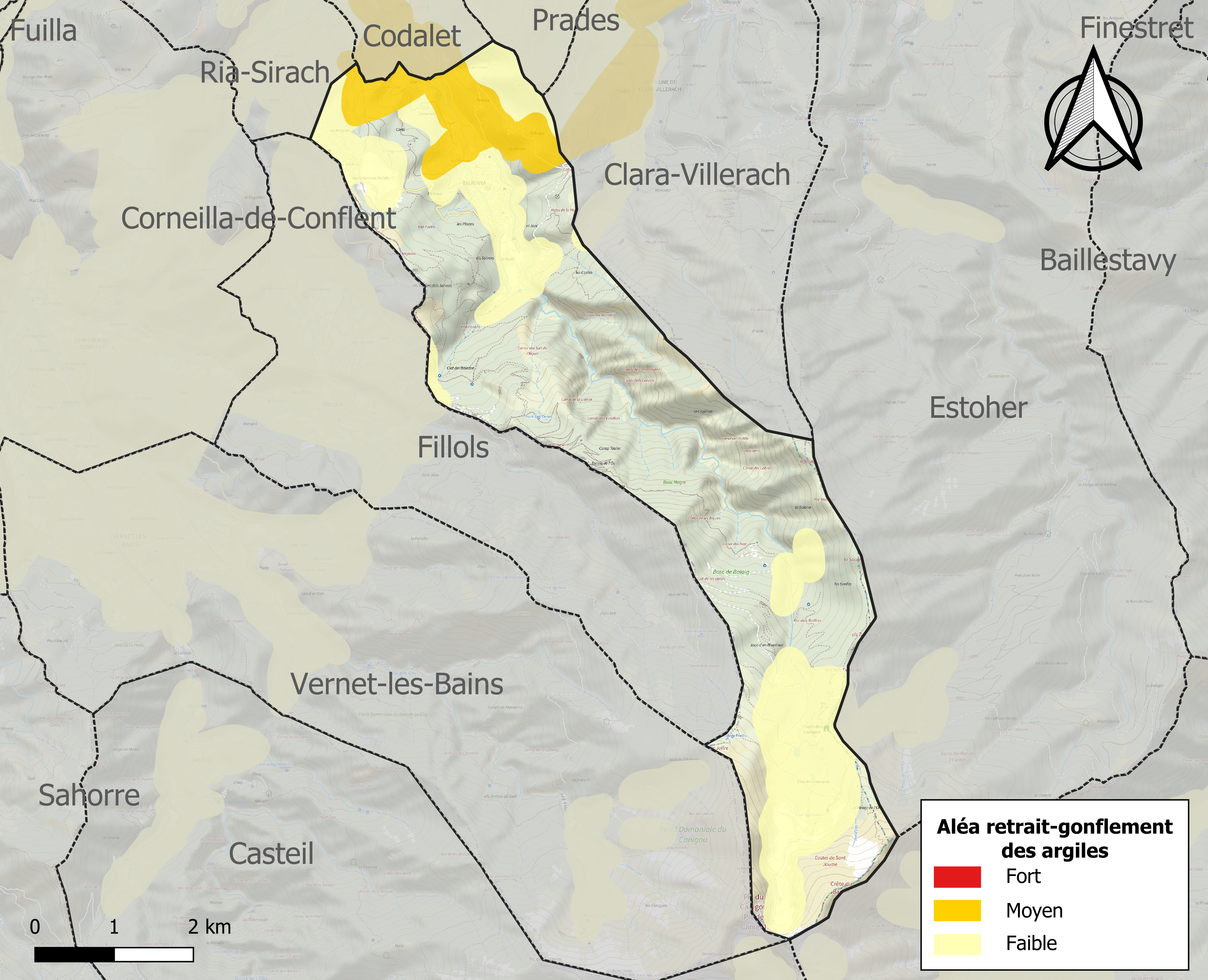
Carte des zones d'aléa retrait-gonflement des argiles.

#### Risque particulier
Dans plusieurs parties du territoire national, le radon, accumulé dans certains logements ou autres locaux, peut constituer une source significative d’exposition de la population aux rayonnements ionisants. Toutes les communes du département sont concernées par le risque radon à un niveau plus ou moins élevé. Selon la classification de 2018, la commune de Taurinya est classée en zone 3, à savoir zone à potentiel radon significatif.

## Toponymie
En catalan, le nom de la commune est Taurinyà.

## Histoire
Les Taurinyanais travaillaient[Quand ?] à l'abbaye Saint-Michel de Cuxa quand les propriétaires leur ont offert des terres en remerciement[réf. nécessaire].

## Politique et administration

### Liste des maires
| Période                     | Période   | Identité          | Étiquette | Qualité |
| --------------------------- | --------- | ----------------- | --------- | ------- |
| mars 1983                   | mars 1989 | Michel Berthomieu | ..        | ..      |
| 2001, réélu en 2008 et 2014 | 2020      | Bernard Loupien   | ..        | ..      |
| 2020                        | En cours  | Alain Estela      |           |         |

## Population et société

### Démographie ancienne
La population est exprimée en nombre de feux (f) ou d'habitants (H).
| 1358 | 1365 | 1378 | 1470 | 1515 | 1553 | 1709 | 1720 | 1767  |
| ---- | ---- | ---- | ---- | ---- | ---- | ---- | ---- | ----- |
| 28 f | 30 f | 14 f | 9 f  | 11 f | 7 f  | 50 f | 39 f | 284 H |

| 1774 | 1789 | - | - | - | - | - | - | - |
| ---- | ---- | - | - | - | - | - | - | - |
| 80 f | 70 f | - | - | - | - | - | - | - |

Notes :
- 1358 et 1365 : dont 5 f pour Corts ;
- 1378 : dont 3 f pour Corts.

### Démographie contemporaine
L'évolution du nombre d'habitants est connue à travers les recensements de la population effectués dans la commune depuis 1793. Pour les communes de moins de 10 000 habitants, une enquête de recensement portant sur toute la population est réalisée tous les cinq ans, les populations de référence des années intermédiaires étant quant à elles estimées par interpolation ou extrapolation. Pour la commune, le premier recensement exhaustif entrant dans le cadre du nouveau dispositif a été réalisé en 2007.

En 2022, la commune comptait 327 habitants, en évolution de −2,1 % par rapport à 2016 (Pyrénées-Orientales : +3,92 %, France hors Mayotte : +2,11 %).
| 1793 | 1800 | 1806 | 1821 | 1831 | 1836 | 1841 | 1846 | 1851 |
| ---- | ---- | ---- | ---- | ---- | ---- | ---- | ---- | ---- |
| 499  | 385  | 426  | 408  | 477  | 454  | 466  | 461  | 441  |

| 1856 | 1861 | 1866 | 1872 | 1876 | 1881 | 1886 | 1891 | 1896 |
| ---- | ---- | ---- | ---- | ---- | ---- | ---- | ---- | ---- |
| 447  | 430  | 453  | 405  | 563  | 595  | 504  | 502  | 477  |

| 1901 | 1906 | 1911 | 1921 | 1926 | 1931 | 1936 | 1946 | 1954 |
| ---- | ---- | ---- | ---- | ---- | ---- | ---- | ---- | ---- |
| 466  | 505  | 492  | 356  | 287  | 260  | 242  | 248  | 235  |

| 1962 | 1968 | 1975 | 1982 | 1990 | 1999 | 2006 | 2007 | 2012 |
| ---- | ---- | ---- | ---- | ---- | ---- | ---- | ---- | ---- |
| 326  | 242  | 225  | 215  | 248  | 307  | 316  | 318  | 329  |

| 2017 | 2022 | - | - | - | - | - | - | - |
| ---- | ---- | - | - | - | - | - | - | - |
| 336  | 327  | - | - | - | - | - | - | - |

| selon la population municipale des années : | 1968 | 1975 | 1982 | 1990 | 1999 | 2006 | 2009 | 2013 |
| Rang de la commune dans le département      | 128  | 139  | 131  | 128  | 126  | 123  | 125  | 125  |
| Nombre de communes du département           | 232  | 217  | 220  | 225  | 226  | 226  | 226  | 226  |

### Manifestations culturelles et festivités
- Fête patronale : 21 janvier[48] ;
- Fête communale : Pentecôte[48].

### Sports
L'un des sports que l'on peut pratiquer sur la commune de Taurinya est le canyonisme (descente de canyon avec cordes, sauts, toboggans et randonnée aquatique).

## Économie

### Revenus
En 2018, la commune compte 150 ménages fiscaux, regroupant 330 personnes. La médiane du revenu disponible par unité de consommation est de 18 500 € (19 350 € dans le département).

### Emploi
|                | 2008   | 2013   | 2018   |
| -------------- | ------ | ------ | ------ |
| Commune        | 9,3 %  | 9,9 %  | 11,1 % |
| Département    | 10,3 % | 12,9 % | 13,3 % |
| France entière | 8,3 %  | 10 %   | 10 %   |

En 2018, la population âgée de 15 à 64 ans s'élève à 206 personnes, parmi lesquelles on compte 74,7 % d'actifs (63,7 % ayant un emploi et 11,1 % de chômeurs) et 25,3 % d'inactifs,. Depuis 2008, le taux de chômage communal (au sens du recensement) des 15-64 ans est inférieur à celui du département, mais supérieur à celui de la France.
La commune fait partie de la couronne de l'aire d'attraction de Prades, du fait qu'au moins 15 % des actifs travaillent dans le pôle,. Elle compte 77 emplois en 2018, contre 55 en 2013 et 31 en 2008. Le nombre d'actifs ayant un emploi résidant dans la commune est de 133, soit un indicateur de concentration d'emploi de 57,8 % et un taux d'activité parmi les 15 ans ou plus de 56,6 %.
Sur ces 133 actifs de 15 ans ou plus ayant un emploi, 47 travaillent dans la commune, soit 35 % des habitants. Pour se rendre au travail, 77,5 % des habitants utilisent un véhicule personnel ou de fonction à quatre roues, 3,7 % les transports en commun, 11,3 % s'y rendent en deux-roues, à vélo ou à pied et 7,5 % n'ont pas besoin de transport (travail au domicile).

### Activités hors agriculture

#### Secteurs d'activités
25 établissements sont implantés  à Taurinya au 31 décembre 2019.
Le secteur du commerce de gros et de détail, des transports, de l'hébergement et de la restauration est prépondérant sur la commune puisqu'il représente 24 % du nombre total d'établissements de la commune (6 sur les 25 entreprises implantées  à Taurinya), contre 30,5 % au niveau départemental.

### Agriculture
|               | 1988 | 2000 | 2010 | 2020 |
| ------------- | ---- | ---- | ---- | ---- |
| Exploitations | 19   | 4    | 2    | 3    |
| SAU (ha)      | 29   | 85   | 36   | 343  |

La commune est dans le Conflent, une petite région agricole occupant le centre-ouest du département des Pyrénées-Orientales. En 2020, l'orientation technico-économique de l'agriculture  sur la commune est la polyculture et/ou le polyélevage. Trois exploitations agricoles ayant leur siège dans la commune sont dénombrées lors du recensement agricole de 2020 (19 en 1988). La superficie agricole utilisée est de 343 ha,,.

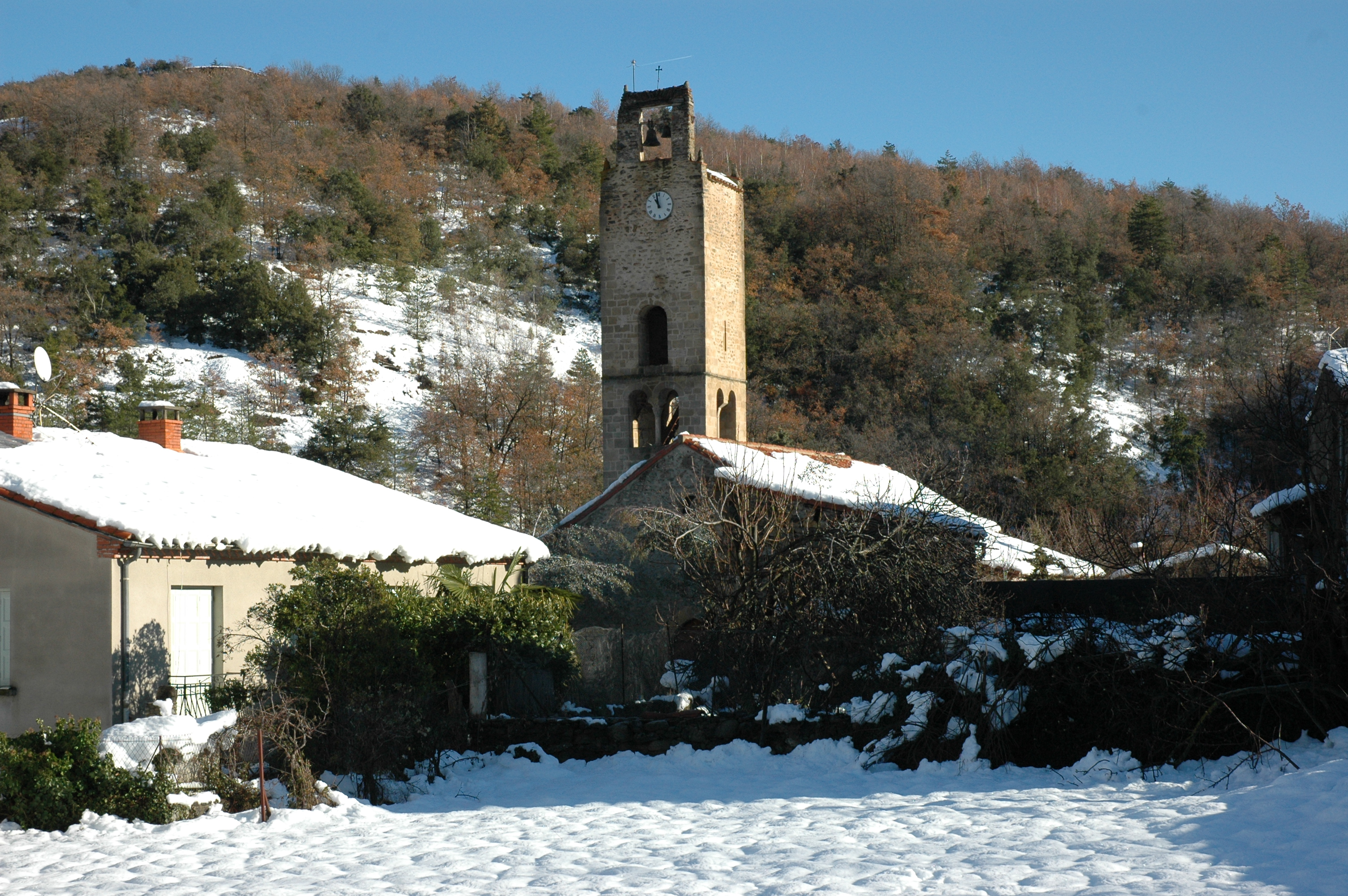
Église de Taurinya

## Culture locale et patrimoine

### Monuments et lieux touristiques
- Église Saint-Fructueux de Taurinya[52]. Le Clocher a été classé au titre des monuments historiques en 1963[53]. L'Église, (sauf clocher classé) a été inscrit au titre des monuments historiques en 1963[53]. Plusieurs objets sont référencés dans la base Palissy (voir les notices liées)[53].
- Église Saint-Valentin de Corts, dite aussi Tour de Corts. L'édifice a été inscrit au titre des monuments historiques en 1983[54].
- Site pastoral de Llasseras (altitude entre 1200 et 1500 m[55]).
- La cabane du Clôt d'En Baladre, Coll de Milleres, probablement construit entre la fin du 18e siècle et le début du 19e siècle[56].
- Ancien moulin à farine, sur la rive droite de la Llitera, au Sud du village[57].
- Site minier de Salver, où les mines de fer ont été exploitées jusqu’en 1962, date de l’arrêt définitif de toute activité minière à Taurinya[58].

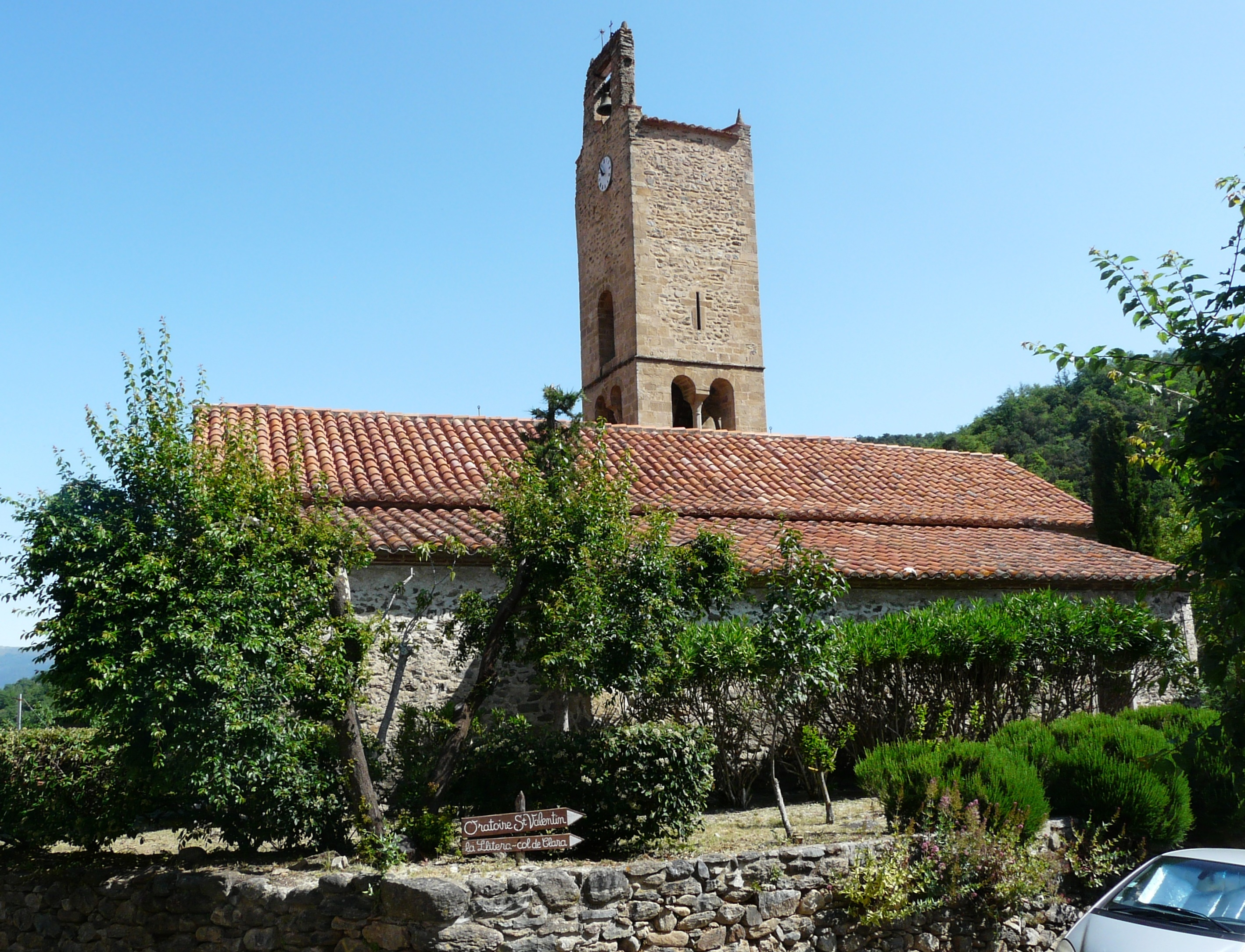
Église Saint-Fructueux de Taurinya
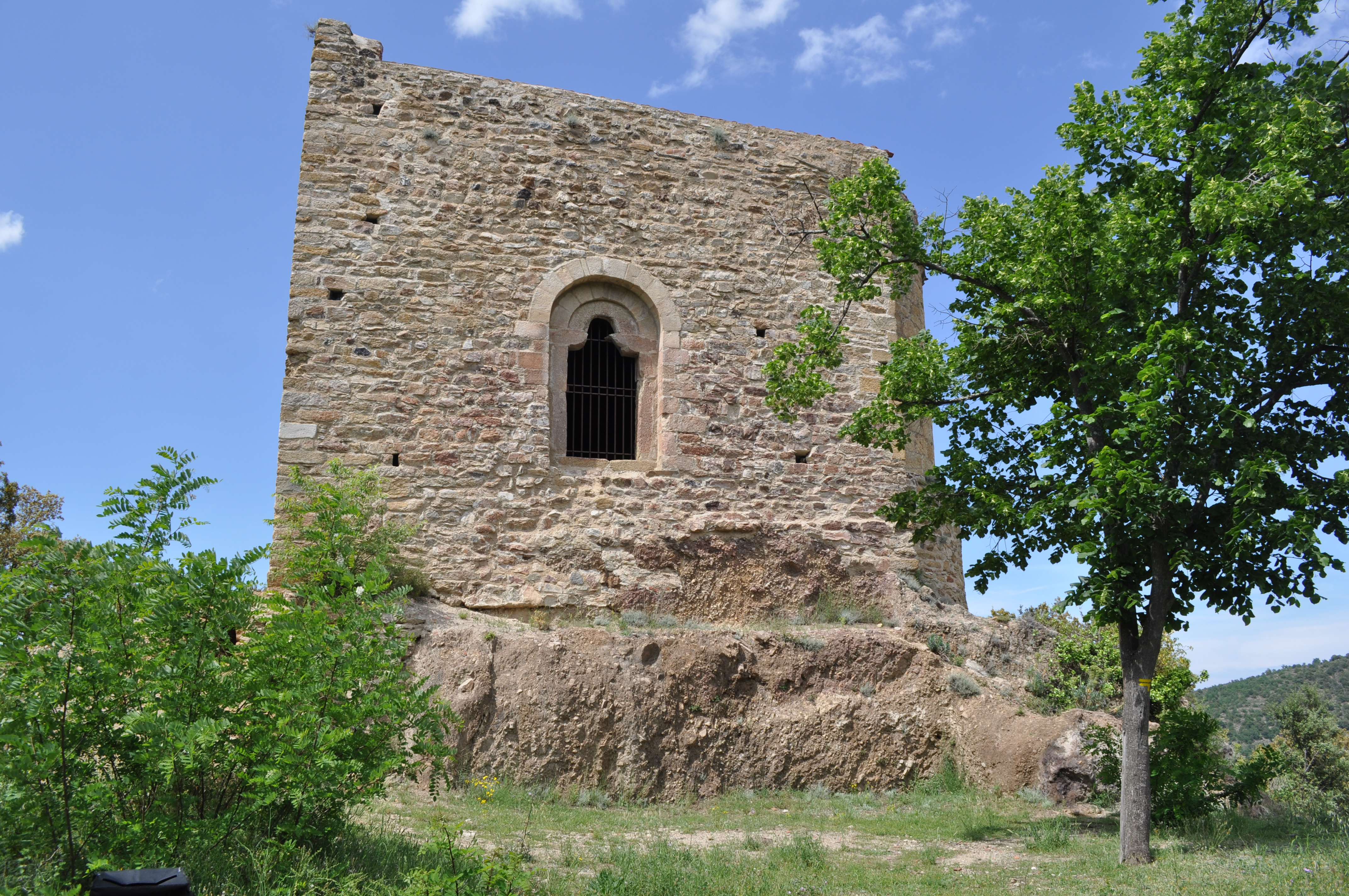
Église Saint-Valentin de Corts
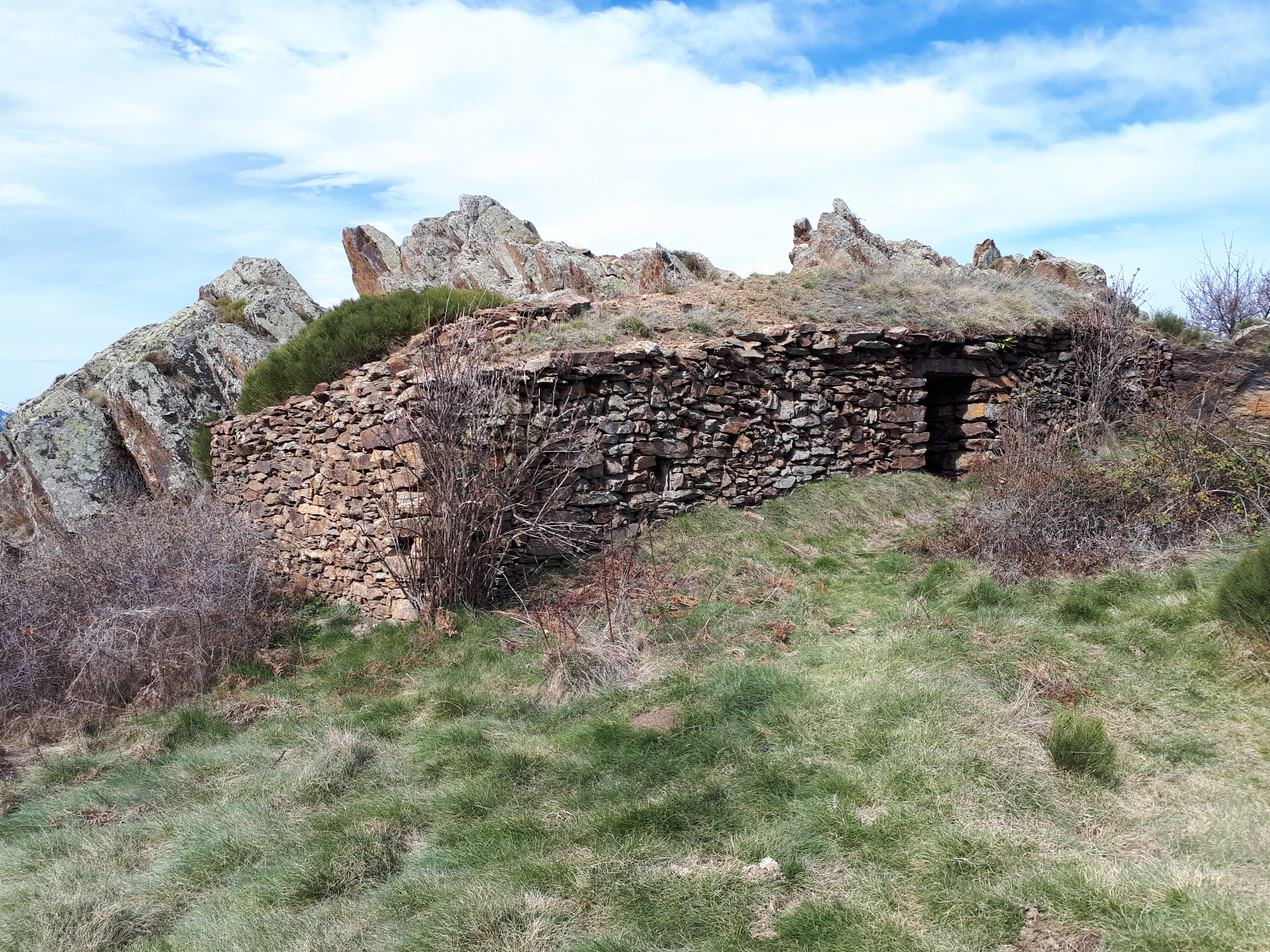
Grand orri en pierres sèches sur le Site pastoral de Llasseras
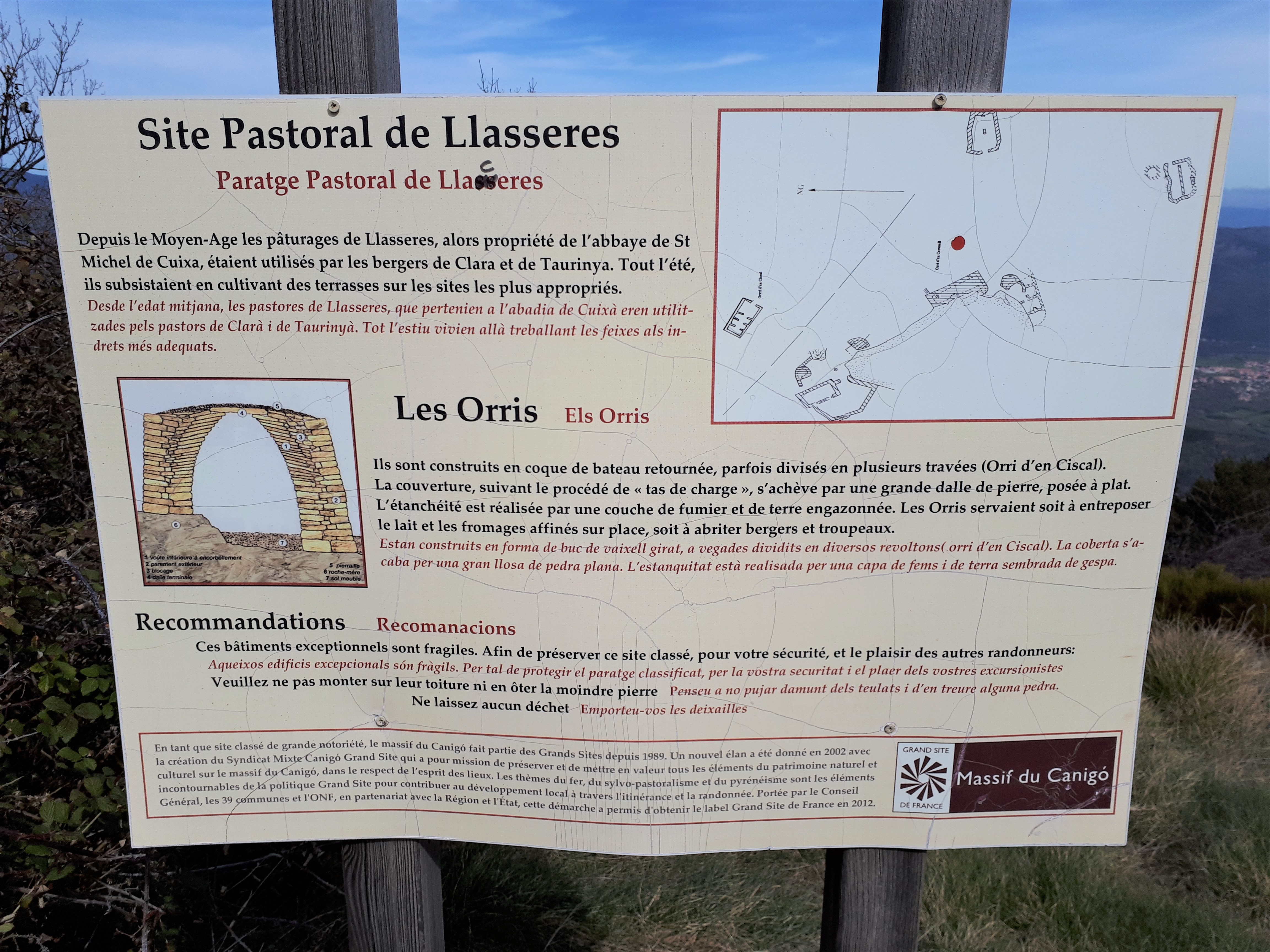
Panneau informatif sur le Site pastoral de Llasseras
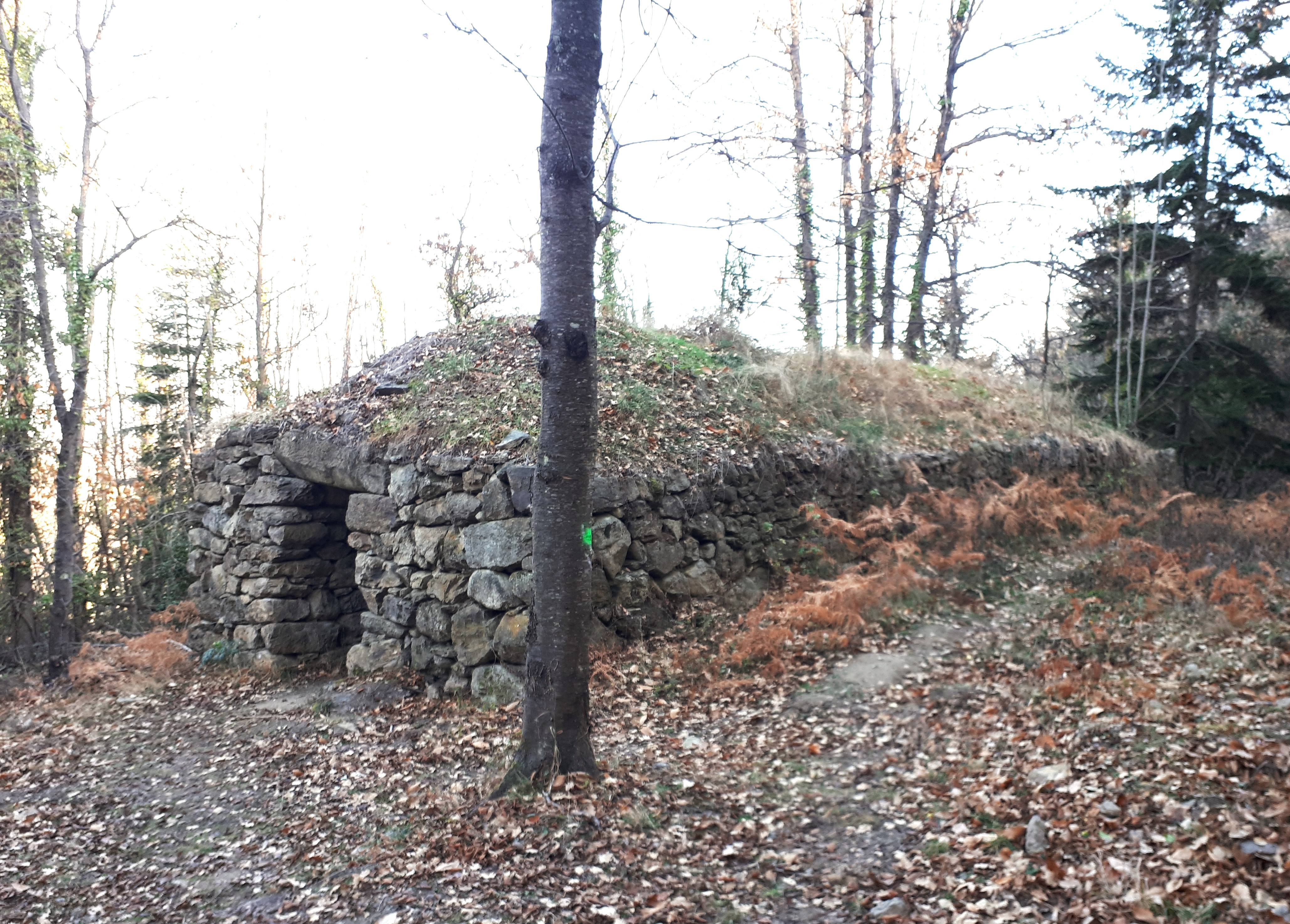
La cabane du Clôt d'En Baladre.
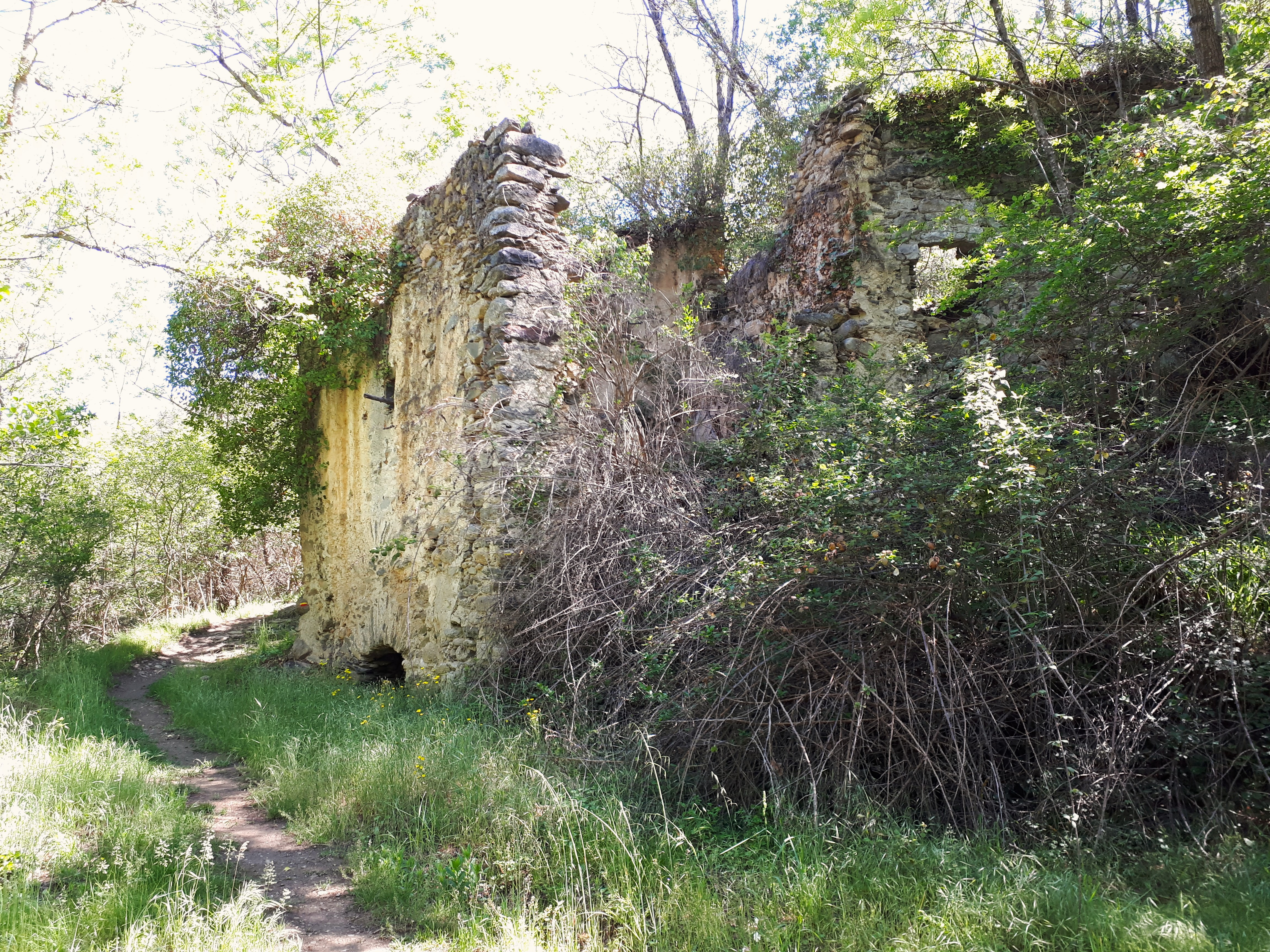
Ruines de l'ancien moulin à farine.
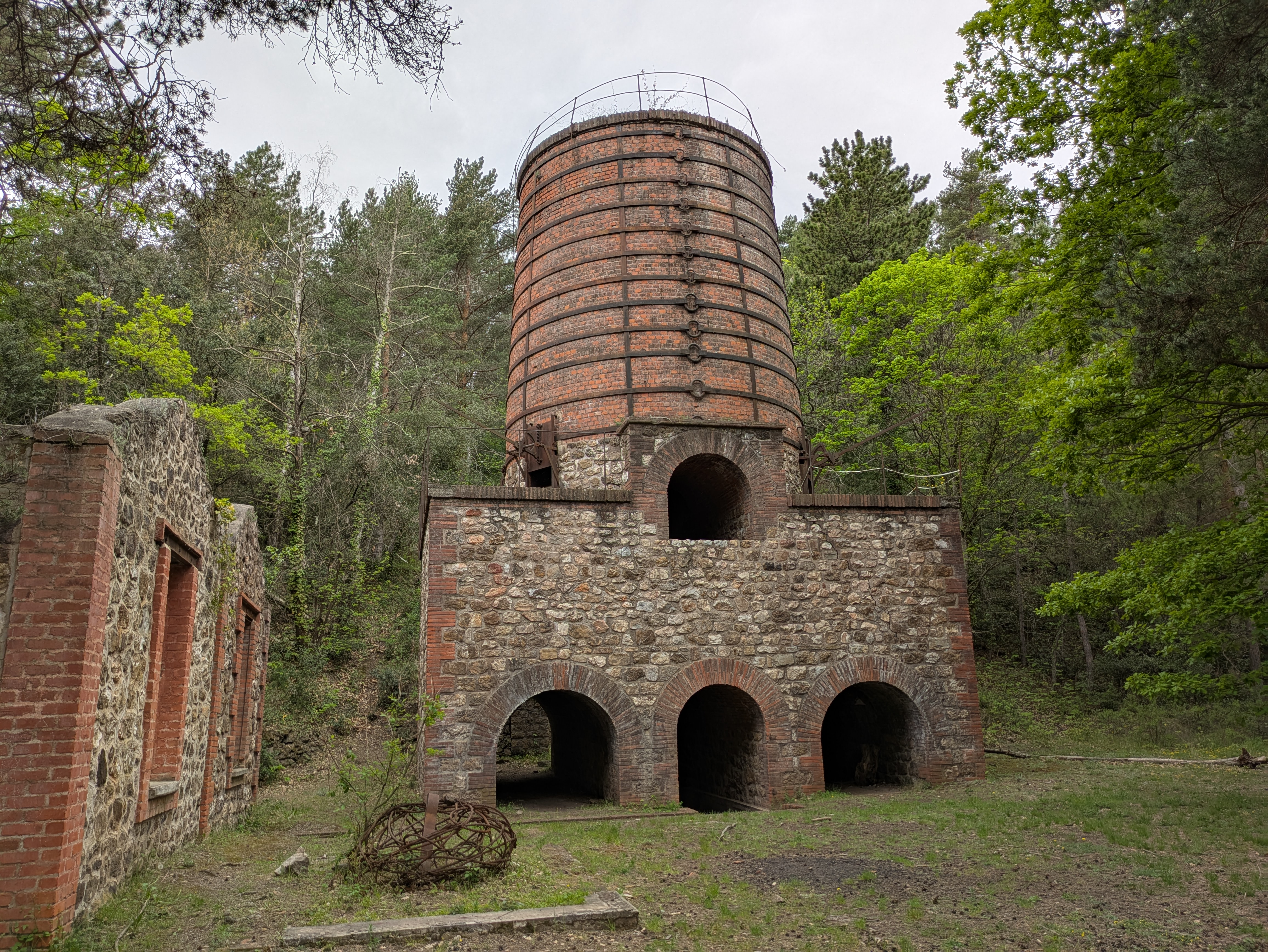
Ancien four à griller, site minier du Salver.
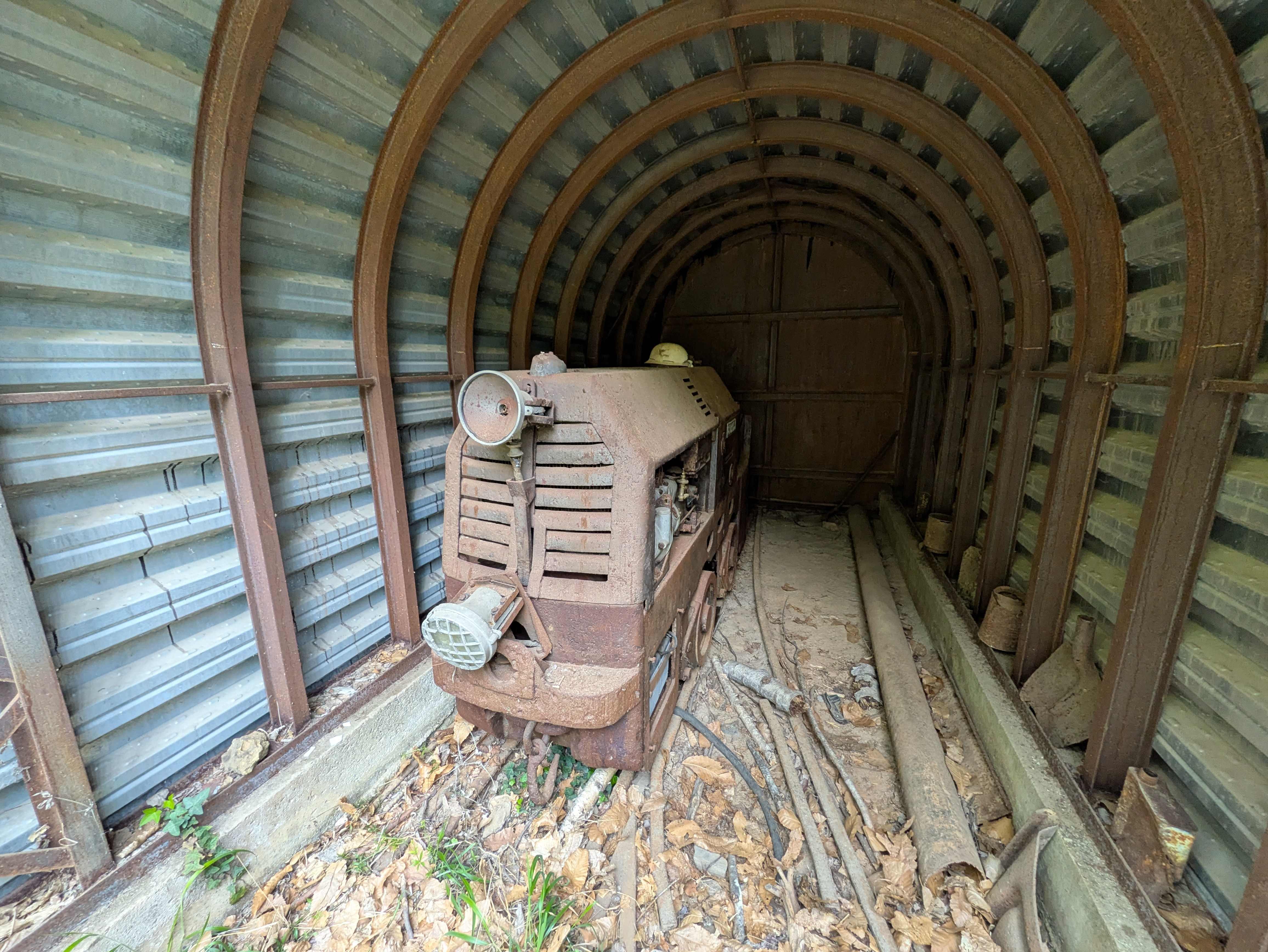
Vieille locomotive et entrée d'une ancienne galerie.
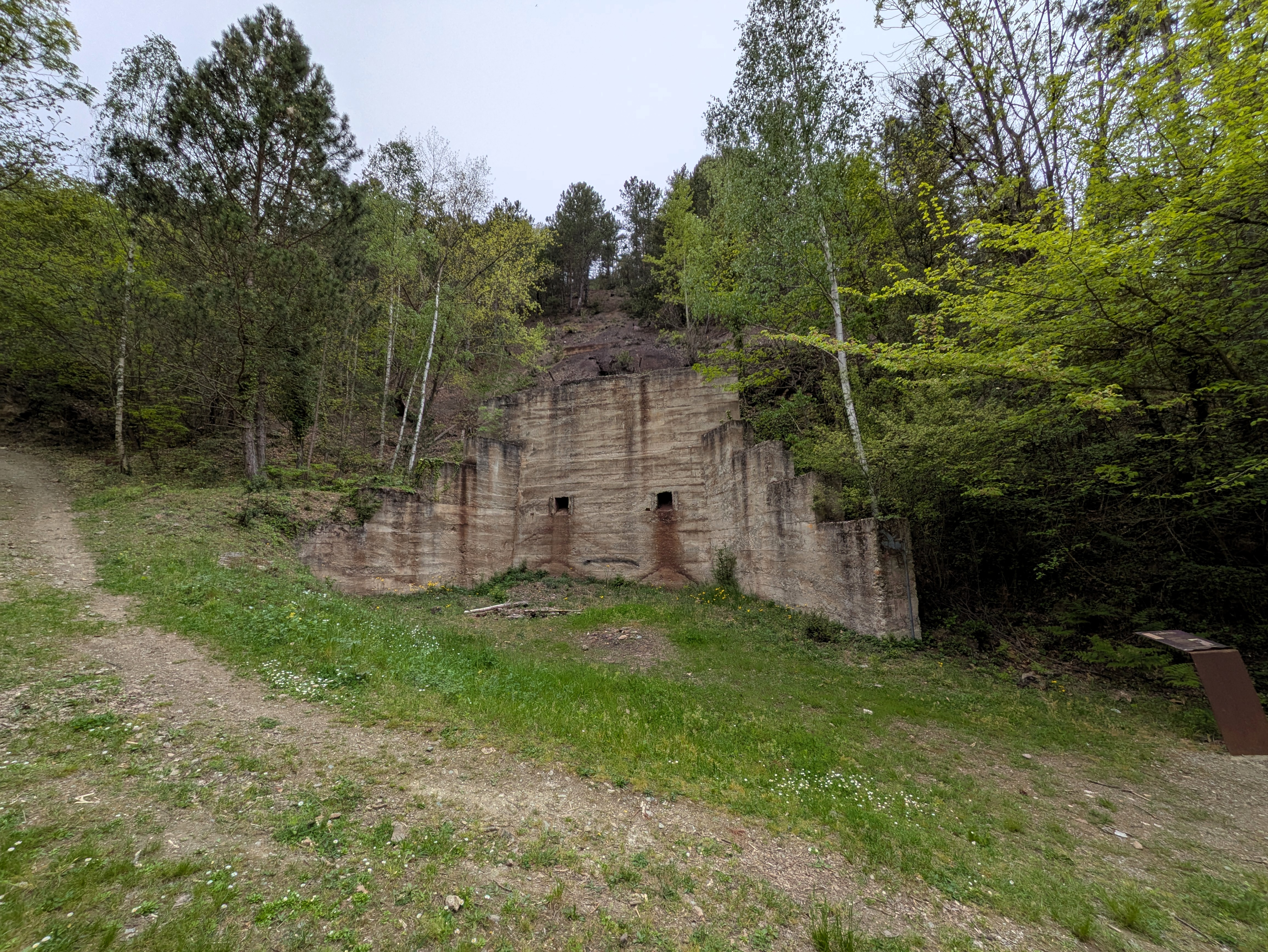
Grande trémie, site minier du Salver. Elle servait à stocker le minerai de fer et à charger les camions lorsqu'ils se présentaient en dessous.

### Personnalités liées à la commune
Charles Bauby dans ses Impressions et souvenirs raconte comment Jacint Verdaguer, le poète catalan auteur de Canigo ou de l’Atlantida, avec son ami l'abbé Bonet, se rendaient régulièrement à Taurinya, où ils déjeunaient au bord de la rivière au lieu-dit de la "Fontaine de Flagell".
Francesc Miró i Pomares s'y installe après la Libération et y ouvre son atelier de céramiste jusqu'à sa mort en 1998.

### Héraldique
| Blason de Taurinya | Blason  | D'or à quatre pals de gueules, au rencontre de taureau d'argent brochant. |
| Blason de Taurinya | Détails | Le statut officiel du blason reste à déterminer.                          |